# Pénélope (série télévisée d'animation)
Pour les articles homonymes, voir Pénélope (homonymie).
Pénélope (うっかりペネロペ, Ukkari Pénélope) est une série télévisée d'animation japonaise en 52 épisodes de 5 minutes d'après les personnages des livres pour enfants Pénélope tête en l'air écrits par Anne Gutman et illustrés par Georg Hallensleben chez Gallimard Jeunesse.
La série est diffusée à partir du 20 novembre 2006 sur NHK Educational TV. En France, elle est diffusée à partir du 25 juin 2011 sur France 5 dans Zouzous. Elle reste inédite dans les autres pays francophones.

## Synopsis
Pénélope est un koala bleu avec un joli nez rouge de 3 ans, comme doudou elle a un lapin bleu qui la suit dans toutes ses aventures. Curieuse, espiègle, elle aime tout essayer, mais comme elle est petite elle a encore besoin d'aide, son dessert préféré sont les crêpes au chocolat.

## Épisodes
La première saison de 26 épisodes a été diffusée en 2006, et la deuxième saison de 26 épisodes en 2009.

## Livres
Les épisodes de la série télévisée d'animation sont une adaptation des albums jeunesse Pénélope tête en l'air, écrits par Anne Gutman et illustrés par Georg Hallensleben, et publiés chez Gallimard Jeunesse.

### Liste de livres publiés

#### Livres animés Pénélope
- 2003 : Pénélope à la ferme
- 2003 : Bonne nuit, Pénélope
- 2003 : Pénélope à la montagne
- 2003 : Pénélope à l’école
- 2006 : Pénélope à la mer
- 2007 : Ferme vite, Pénélope
- 2007 : Pénélope au Louvre
- 2004 : Joyeux Noël, Pénélope
- 2008 : Pénélope à Paris
- 2010 : Pénélope fait du sport
- 2012 : Pénélope fête son anniversaire
- 2014 : Pénélope à l'hôpital

#### Série Pénélope tête en l'air (Gallimard Jeunesse)
- 2008 : La semaine de Pénélope
- 2008 : Pénélope fait les courses
- 2008 : Pénélope est polie
- 2008 : Pénélope connaît les couleurs
- 2008 : Pénélope sait compter
- 2009 : Pénélope à la plage
- 2009 : Bon appétit, Pénélope
- 2009 : Pénélope s’habille
- 2009 : Saute, saute, Pénélope
- 2009 : Pénélope connaît les formes
- 2008 : Pénélope connaît les saisons
- 2009 : La journée de Pénélope
- 2011 : Pénélope cherche les œufs de Pâques
- 2012 : Un frère ou une sœur pour Pénélope
- 2013 : Pénélope aime sa planète
- 2016 : Pénélope sur le pot
- 2023 : C'est l’automne, Pénélope

#### Les petites bêtises de Pénélope
- 2006 : Donne-moi la main, Pénélope !
- 2006 : Au lit, Pénélope !
- 2006 : C'est l'heure du bain, Pénélope
- 2006 : Finis ton assiette, Pénélope
- 2006 : Jette ta sucette, Pénélope !
- 2006 : Range ta chambre, Pénélope !

#### Livres Hors Série Pénélope
- 2005 : Mon amie Pénélope
- 2006 : Bon Anniversaire, Pénélope (livre sonore)
- 2007 : Le livre anti-cauchemar
- 2008 : Fais comme moi ! Le livre bain de Pénélope
- 2008 : Le grand livre de Pénélope
- 2009 : L’imagier de Pénélope
- 2011 : Livre d’activités Pénélope
- 2011 : Pénélope se déguise
- 2011 : Le livre ardoise Pénélope
- 2011 : La maison de Pénélope
- 2012 : Mon livre bébé Pénélope
- 2012 : C'est doux ou ça pique ?
- 2014 : Le livre à compter de Pénélope
- 2019 : Les métiers de Pénélope
- 2020 : Pénélope et Hello Kitty font un gâteau